# 德阳站 (全罗南道)
德陽站（：／ Deogyang yeok */?）是位于韩国全罗南道丽水市召羅面德陽里的一座鐵路站，属于全罗线和丽川线。

## 历史
- 1930年12月25日 - 落成使用[1]。

## 相鄰車站
韓國鐵道公社
全羅線
栗村－德陽－麗川
麗川線
德陽－興國寺